# Обществено достояние

Обществено достояние е термин в защитата на интелектуалната собственост, който означава резултат от творчество, за който не се прилагат изключителни права на интелектуална собственост (ПИС). Тези права могат да бъдат изтекли, изрично отказани или да са неприложими. Произведението може да бъде текст, изображение, музика/звук, филм, скулптура, сграда, декор, мебел, хореография и други. Когато дадено произведение е обществено достояние, всеки може да го ползва, променя и разпространява както намери за добре, без да иска разрешение от авторите и без да нарушава техните права.
Например, произведенията на Уилям Шекспир, Лудвиг ван Бетовен, Леонардо да Винчи и Жорж Мелиес са част от общественото достояние поради това, че създаването им датира отпреди съществуването на авторски права, или поради изтичането на срока на авторско право. Някои произведения не са обхванати от законите за авторското право на дадена държава и следователно са обществено достъпни; например в САЩ сред обектите, изключени от защита на авторските права, са формулите на Нютоновата физика, готварски рецепти и целият компютърен софтуер, създаден преди 1974 г. Авторите на други обекти на интелектуална собственост целенасочено са отстъпили правата си върху тях, например алгоритми за криптиране и софтуер за обработка на изображения ImageJ (създаден от Националния здравен институт). Терминът „обществено достояние“ не се прилага, когато авторът е запазил частични права, в тези случаи се използва „под лиценз“ или „с разрешение“.
Тъй като защитата на правата зависи от държавата и юрисдикцията, произведението може да е предмет на защита в една държава и да бъде обществено достояние в друга. Терминът обществено достояние може също да се използва взаимозаменяемо с други неточни или недефинирани термини като публична сфера или концепцията в политикономията за общо (споделено) ползване на културни и природни ресурси от дадена общност (на английски: commons).

## История
Въпреки че терминът навлиза в употреба към средата на XVIII век, концепцията може да бъде проследена до римското право, „като предварително зададена система, включена в системата на правото на собственост“. Римляните имат широкообхватна система по отношение правата на собственост, която определя „много неща, които не могат да бъдат частна собственост“ като res nullius, res communes, res publicae и res universitatis. Терминът res nullius е определен като неща, които все още не са присвоени. Терминът res communes се определя като „неща, които човечеството използва заедно, като въздух, слънчева светлина и океан“. Терминът res publicae се отнася до неща, споделяни от всички граждани, а терминът res universitatis означава неща, които са собственост на римските общини. От историческа гледна точка би могло да се твърди, че изграждането на идеята за „обществено достояние“ е покълнала от концепциите на res communes, res publicae и res universitatis в ранното римско право.
Когато през 1710 г. във Великобритания със Статута на кралица Ан е създаден първият закон за авторското право, в него не фигурира терминът „обществено достояние“. Подобни концепции обаче са разработени от британски и френски юристи през XVIII век, като вместо него се използват термини като publici juris или propriété publique, за да опишат произведения, които не са обхванати от закона за авторското право:с. 134 – 5.
Употребата на фразата нещо „да стане обществено достояние“ може да бъде проследена към средата на XIX век във Франция, като описва изтичането на срока на действие на авторското право. Френският поет Алфред дьо Вини приравнява изтичането на авторските права с „вливане във фунията на общественото достояние“:с. 154. Все още статутът на обществено достояние не получава достатъчно внимание от страна на юристите: те го третират само като това, което остава при изтичането на срока или изоставянето на правата на интелектуална собственост: авторски права, патенти и търговски марки:с. 103. В този исторически контекст Пол Тореманс описва авторските права като „малък коралов риф с лично право, стърчащ от океана на общественото достояние“:с. 137. Законите за авторското право се различават в различните държави: американската юристка Памела Самуелсън описва общественото достояние като вариращо в степени с „различен обхват по различно време в различни страни“.:с. 102

## Дефиниция
Дефинициите на границите на общественото достояние във връзка с авторското право или по-общо интелектуалната собственост, разглеждат общественото достояние като отрицателно пространство – то се състои от произведения, които вече не са или никога не са били защитени от закона за авторското право. Според Джеймс Бойл тази дефиниция приравнява общественото достояние с държавна собственост, а произведенията, защитени с авторско право, с частна собственост. Все пак терминът може да се тълкува по-нюансирано, например когато се използва при защитени произведения, обект на ограниченията и изключенията на авторското право. Такава дефиниция разглежда защитените произведения като частна собственост, обект на право за честна употреба и ограничения на правото на собственост.
Концептуална дефиниция е предложена от Ланге, който се фокусира върху това какво трябва да бъде общественото достояние: „това трябва да е светилище за индивидуално творческо изразяване, светилище, предоставящо решителна защита срещу стремежа към частно присвояване, който заплашва подобно изразяване“ (на английски: it should be a place of sanctuary for individual creative expression, a sanctuary conferring affirmative protection against the forces of private appropriation that threatened such expression).:с. 104 Патерсън и Линдберг описват общественото достояние не като място или територия, а по-скоро като концепция: „определени материали – въздухът, който дишаме, слънчевата светлина, дъждът, пространството, животът, създанията, мислите, чувствата, идеите, думите, цифрите – не подлежат на частна собственост. Материалите, които съставят нашето културно наследство, трябва да бъдат свободни за използване от всичко живо в не по-малка степен от нещата, необходими за биологичното ни оцеляване“. (на английски: [T]here are certain materials – the air we breathe, sunlight, rain, space, life, creations, thoughts, feelings, ideas, words, numbers – not subject to private ownership. The materials that compose our cultural heritage must be free for all living to use no less than matter necessary for biological survival.:с. 105 Терминът обществено достояние може да се използва взаимозаменяемо с други по-малко точни или недефинирани термини като публична сфера или концепцията в политикономията за общо (споделено) ползване на културни и природни ресурси от дадена общност (на английски: commons).

## Носители

### Книги
Книга с обществено достояние е книга без запазени авторски права, или когато нейните авторски права са изтекли или отменени. При това има два подхода в определянето на периода за защита на правата: според продължителността на живота и датата на смърт на автора или според датата на създаване или публикуване на произведението. В повечето страни периодът на защита на авторските права изтича на първи януари в годината, когато са се навършили 70 години след смъртта на автора. Най-дългият срок за защита на авторско право е в Мексико, с продължителност от 100 години за всички произведения, начиная от юли 1928 г. Забележително изключение са САЩ, където важат следните разграничения:
- всяко произведение, публикувано преди 1926 г., е обществено достояние;
- авторските права са защитени за 95 години за книги, първоначално публикувани между 1925 и 1978 г., при условие че авторските права са били правилно регистрирани и поддържани. Например: произведенията на Джейн Остин, Луис Карол, Машаду ди Асис, Олаво Билак и Едгар Алън По са обществено достояние по целия свят, тъй като всички те са починали преди повече от 100 години.
- книгите, публикувани след 1978 г., както и непубликуваните книги имат защитени авторски права за периода на живота на автора плюс 70 години. За анонимни произведения или такива, написани под псевдоним, периодът е 95 от публикуването или 120 години от създаването (което е по-късо)

Проект Гутенберг прави десетки хиляди книги с обществено достояние достъпни онлайн като електронна книга.

### Музика
Човечеството създава музика от хилядолетия. Първата система за музикална нотация е създадена в Месопотамия преди 4000 години. Гуидо д'Арецо въвежда латински ноти през X век. Това поставя основата за запазване на глобалната музика в общественото пространство, разграничение, формализирано заедно със системите за авторско право през XVII век. Музикантите защитавали авторските си права върху публикациите си с музикална нотация като литературни творби, но изпълнението на такива произведения и създаването на производни не е било ограничено от първите закони за авторското право. Копирането е било широко разпространено, в съответствие със закона, но разширяването на тези закони, предназначени да се възползват от литературни произведения и в отговор на възпроизводимостта на технологията за търговски музикални записи, довеждат до по-строги правила. Сред професионалните музиканти е възприет относително скорошният възглед, че копирането на музика не е желателно и е укоримо.
Американските закони за авторското право разграничават музикални композиции и звукозаписи. Първото се отнася до мелодия, нотация и/или текст, създадени от композитор и/или текстописец, включително нотни листове, а второто се отнася до запис, изпълнен от изпълнител, включително CD, LP или цифров звуков файл. Музикалните композиции попадат под същите общи правила като другите произведения и всичко, публикувано преди 1925 г., се счита за обществено достояние. Звукозаписите, от друга страна, са обект на различни правила и не отговарят на условията за обществено достояние до 2021 – 2067 г., в зависимост от датата и местоположението на публикуването, освен ако изрично не бъдат публикувани предварително под този лиценз.
Проектът Musopen записва музика в общественото пространство с цел да направи музиката достъпна за широката публика във висококачествен аудио формат. Онлайн музикалните архиви съхраняват колекции от класическа музика, записани от Musopen, и ги предлагат за изтегляне / разпространение като обществена услуга.

### Филми
Филм с обществено достояние е филм, който никога не е бил защитен с авторски права, пуснат е от неговия автор като обществено достояние или е с изтекли авторски права. През 2016 г. има над 2000 филма в общественото пространство от всеки жанр, включително мюзикъли, романс, хорър, ноар, уестърни и анимационни филми.

## Връзка с първични и вторични произведения
Първичните и вторичните произведения могат да бъдат преводи, музикални аранжименти и драматизации на произведение, както и други форми на трансформация или адаптация. Произведения, защитени с авторски права, не могат да се използват без разрешение от собственика на авторските права, докато произведенията в обществено достояние могат да се използват свободно без разрешение. Произведения на изкуството, които са с обществено достояние, могат също да бъдат възпроизведени фотографски или художествено или да бъдат използвани като основа на нови, интерпретативни произведения. Произведения, създадени от произведения в обществено достояние, могат да бъдат защитени с авторски права
След като произведенията влязат в общественото пространство, първичните и вторичните произведения като адаптациите могат да се увеличат значително, както се случва с романа на Франсис Ходжсън Бърнет Тайната градина, който става обществено достояние през 1977 г. в САЩ и през 1995 г. в по-голямата част от останалия свят. До 1999 г. пиесите на Шекспир, всички обществено достояние, са използвани в повече от 420 игрални филма. В допълнение към директната адаптация, те могат да бъдат отправна точка за трансформативни преразкази като Розенкранц и Гилденстерн са мъртви на Том Стопард и Tromeo and Juliet на Troma Entertainment. Произведението L.H.O.O.Q. на Марсел Дюшан е една от хилядите производни творби в живописното изкуство, производно на Мона Лиза на Леонардо да Винчи, която е обществено достояние. Филмът от 2018 г. Роди се звезда е римейк на едноименния филм от 1937 г., който е обществено достояние поради изтекли авторски права.

## Вечни авторски права
Някои произведения може никога да не попаднат напълно в общественото пространство. Официалната версия на Библията на крал Джеймс е със запазени вечни авторски права в Обединеното кралство чрез т.нар. „заявка за авторски права на Короната“ (crown copyright claim).
Макар че за произведенията на Питър Пан от Джеймс Матю Бари (пиесата Питър Пан и романът Питър и Уенди) авторските права в Обединеното кралство са изтекли, за тях има специално изключение съгласно Copyright, Designs, and Patents Act от 1988 г., според което се изисква да се плащат хонорари за търговски представления, публикации и излъчвания на историята на Питър Пан в Обединеното кралство, докато продължава да съществува болницата Great Ormond Street Hospital (на която Бари е предоставил авторските права).
В режим на платено обществено достояние (paying public domain) произведения, които са влезли в общественото достояние след изтичане на авторските им права като традиционни, културни изрази, които никога не са били обект на авторско право, все още подлежат на възнаграждения, дължими на държавата или на сдружение на автори. Потребителят не трябва да търси разрешение за тяхното копиране, представяне или изпълнение, но трябва да плати такса. Обикновено събраните средства са насочени към подкрепата на живи артисти.

## Обозначение за обществено достояние
Creative Commons предлага през 2010 г. т.нар. Марка за обществено достояние (Public domain mark) като символ, който показва, че произведението е обществено достояние. Знакът за обществено достояние е комбинация от символа за авторски права, който действа като известие за авторски права, с международния символ за „не“. Базите данни Europeana го използват и например в Wikimedia Commons през февруари 2016 г. 2,9 милиона произведения (~ 10% от всички произведения) са посочени като PDM.

## Приложение при произведения, защитени с авторски права

### Произведения извън обхвата на защита
Основната идея, която се изразява или проявява в едно произведение, обикновено не може да е обект на защита (разграничение между идея и изразяване – особено в САЩ). Нетворчески произведения (факти, открития, формули) не могат да се защитят с авторско право и често са обществено достояние. Например математическите формули не се защитават с авторско право или патенти (но в някои страни могат, ако се представят като компютърни програми). Фактите са обществено достояние. Списъци с интуитивно категоризирани данни (например хронологично или по азбучен ред), като дати или телефонни указатели, също са обществено достояние и не са защитени от авторско право.
Творческите произведения, създадени преди влизането в сила на законите за авторското право и патентите, също са обществено достояние, например Библията, произведенията на Шекспир и Бетховен и изобретенията на Архимед. Обаче преводите или новите формулировки на тези произведения могат да бъдат обект на защита.

### Изтичане на авторски права
Определянето дали дадено авторско право е изтекло се прави чрез проверка на авторското право в държавата му източник.
В Съединените щати определянето дали дадено произведение е влязло в обществено достояние или все още е под авторско право може да бъде доста сложно, най-вече защото условията за авторско право са удължавани многократно и по различни начини – изместването през XX век от фиксиран срок, основан на първа публикация, с възможен срок за подновяване, до срок, удължаван до 50, след това 70 години след смъртта на автора. Твърдението, че „произведенията преди 1925 г. са обществено достояние“, е вярно само за публикувани произведения; непубликуваните произведения са под федерално авторско право за живота на автора плюс 70 години.
В повечето други страни, подписали Бернската конвенция, терминът за авторското право се основава на живота на автора и се простира на 50 или 70 години след смъртта му. (Вижте Списък на дължините на авторското право на страните.)
Правните традиции се различават по отношение на това дали върху произведение от общественото достояние може да бъде възстановено авторското му право. В Европейския съюз Директивата за хармонизирането на аспектите от авторското право се прилага със задна дата, като възстановява и удължава условията на авторското право върху материали, които преди са били обществено достояние. Разширенията на срокове от САЩ и Австралия обикновено не премахват произведения от общественото достояние, а забавят добавянето на произведения към него. Съединените щати обаче се отдалечават от тази традиция със Закона за споразуменията от Уругвайския кръг, който премахва от общественото достояние много произведения от чуждестранни източници, които преди това не са били с авторски права в САЩ поради неспазване на изискванията, базирани в САЩ. Следователно в САЩ произведенията с чуждестранен произход и произведенията на САЩ сега се третират по различен начин, като произведенията с чуждестранен произход остават под авторско право, независимо от спазването на формалностите, докато произведенията от вътрешния произход могат да бъдат обществено достояние, ако не са спазили тогава съществуващи изисквания за формалности – ситуация, описана от някои учени като странна и несправедлива от някои притежатели на права в САЩ.
Reiss-Engelhorn-Museen, немски музей на изкуството, завежда дело срещу Wikimedia Commons през 2016 г. за снимки, качени в базата данни, изобразяващи произведения на изкуството в музея. Музеят твърди, че снимките са направени от техния персонал и че фотографирането в музея от посетителите е забранено. Следователно снимките, направени от музея, дори на материали, които сами са попаднали в общественото достояние, са защитени от закона за авторското право и ще трябва да бъдат премахнати от хранилището за изображения на Wikimedia. Съдът постановява, че снимките, направени от музея, ще бъдат защитени съгласно германския Закон за авторското право. Доброволецът на Wikimedia е нареден да премахне изображенията от сайта, тъй като политиката на музея е била нарушена при правенето на снимките.

### Правителствени произведения
Произведения от федералното правителство на Съединените щати и различни други правителства са изключени от закона за авторското право и поради това могат да се считат за обществено достояние в съответните им страни. Те могат да бъдат обществено достъпни и в други страни. Юристът Мелвил Нимър пише, „аксиоматично е, че материалът в общественото достояние не е защитен с авторски права дори когато е включен в произведение, защитено с авторски права“.

### Отдаване на произведения в обществено достояние

#### Предоставяне с отказ от авторски права
В САЩ преди 1988 г. произведенията лесно бивали предоставени в общественото пространство чрез пускане без изрично уведомление за авторски права. След Бернската конвенция от 1988 г. (както и според по-ранния Закон за авторското право от 1976 г., който влиза в сила през 1978 г.), всички произведения по подразбиране имат неотменими авторски права и за да бъдат предоставени в обществено достояние, е необходима изрична декларация за отказ от авторски права. Не всички правни системи по света предвиждат процедури за даряване на произведения в общественото пространство, например гражданското право в континентална Европа. То може дори „ефективно да забрани всеки опит на собствениците на авторски права да се откажат от правата, автоматично предоставени им от закона, особено моралните права“.

#### Еквивалентни лицензи
Възможна алтернатива за притежателите на авторски права е да издадат лиценз, който неотменимо предоставя възможно най-много права на широката публика. Има множество примери за такива лицензи, например през 2000 г. такъв е лицензът за софтуер WTFPL. Организацията Криейтив Комънс (създадена през 2002 г. от Лорънс Лесиг, Хал Абелсън и Ерик Елдред), представя няколко лиценза, подобни на обществено достояние, наречени Криейтив Комънс лицензи. Те дават на авторите възможност да изберат кои защитни механизми биха искали да поставят върху своите материали, когато ги предоставят за публично ползване, като същевременно това да не нарушава действащия закон за авторското право. Например, лицензът CC BY позволява на повторните потребители да разпространяват, ремиксират, адаптират и надграждат, като същевременно се съгласяват да изразят признание на оригиналния автор във всеки от тези случаи. През 2009 г. организацията издава лиценз CC0, който е създаден за постигане на съвместимост със законови системи, в които концепцията за пускане в обществено достояние изобщо липсва. Лицензът предвижда изрично заявление за обществено достояние или изцяло разрешителен лиценз, в случай че отказът от авторски права не е възможен.
През октомври 2014 г. Фондацията за отворено знание (Open Knowledge Foundation) препоръчва използването на лиценза CC0 за съдържание обществено достояние, и лиценза на Open Data Commons (PDDL) за данни обществено достояние.

## Патенти
В повечето страни срокът за правата върху патентите е 20 години, след което изобретението става част от общественото достояние. В Съединените щати съдържанието на патентите се счита за валидно и изпълнимо в продължение на 20 години от датата на подаване в Съединените щати или 20 години от най-ранната дата на подаване. Въпреки това, текстът и всяка илюстрация в рамките на патент, при условие че илюстрациите са по същество линейни чертежи и по никакъв съществен начин не отразяват „специфичния характер“ на лицето, което ги рисува, не подлежат на защита на авторските права. Това е отделно от току-що споменатите патентни права.

## Търговски марки
Периодът на регистрация на търговска марка може да трае неопределено време или да изтече. За да остане регистрацията валидна, собственикът ѝ трябва да продължи да я използва. При някои обстоятелства, като например неизползване, неотстояване на правата върху търговската марка или широко ползване от обществеността, без оглед на конкретното ѝ предназначение, марката може да се превърне в генерична марка и следователно – в обществено достояние.
Тъй като търговските марки се регистрират от правителствени служби, някои държави или регистри могат да признаят марка, за която други държави може да са установили, че е с широко приложение и не я признават като търговска марка. Например, в Съединените щати лекарството ацетилсалицилова киселина (2-ацетоксибензоена киселина) е по-известно като аспирин и е генерична марка. В Канада обаче аспиринът с главно „А“ Aspirin все още е запазена марка на германската компания Bayer, докато аспиринът с малко „а“ не е. Bayer загубва правата върху тази запазена марка в САЩ, Великобритания и Франция след Първата световна война, като част от Версайския договор. По време на войната на пазара са навлезли толкова много подобни копиращи го продукти, че само три години по-късно аспиринът се смята за генерична марка.
Bayer губи в същите юрисдикции и търговската марка Heroin, която е запазил една година преди марката Aspirin.
Въпреки че компанията от хранително-вкусовата промишленост Хормел се примирява с превръщането на оригиналната му търговска марка SPAM в нарицателно в съвсем друга област, тя се бори срещу опитите на други компании да регистрират спама като търговска марка по отношение на компютърните продукти.

## Ден на общественото достояние
Денят на общественото достояние отбелязва изтичането на авторските права и влизането на произведенията в обществено достояние. Този правен преход на произведения с авторски права в обществено достояние обикновено се случва всяка година на 1 януари въз основа на индивидуалните закони за авторското право на всяка държава. Спазването на „Деня на общественото достояние“ първоначално се е считало за неформално; най-ранното известно споменаване е през 2004 г. от Уолъс Маклийн (канадски активист в общественото достояние), с подкрепата на идеята, повтаряна от Лорънс Лесиг. От 1 януари 2010 г. уебсайтът на Деня на общественото достояние изброява авторите, чиито произведения влизат в него. Има дейности в страни по света от различни организации, всички под знака Деня на общественото достояние.

## Ползване на защитени материали без нарушение на правата
В някои случаи е разрешено свободно ползване на произведения без съгласие на автора и без заплащане – при тях авторските права не се нарушават:
- използването на цитати при посочване на източника и името на автора, съответстващи на обичайната практика и обем, оправдан от целта;
- части от произведения или малки произведения, за анализ, коментар или друг вид научно изследване, само за научни и образователни цели, при посочване на източника и името на автора и при условие, че не се засяга нормалното използване на произведението, нито пък се увреждат неоправдано законните интереси на авторите;
- речи, отчети, проповеди и други или на части от тях, произнесени на публични събрания, като текуща информация за целите на средствата за масово осведомяване.